# نگارالسلطنه
نگارالسلطنه دختر عباس میرزا و نوه فتحعلی شاه بود. او خواهر بطنی محمدشاه بود. محمدشاه او را به همسری عبدالله‌خان صارم‌الدوله قراگزلو داد. به دستور او در سال ۱۲۹۴ هـ. ق بقعه ابن سینا تعمیر شد. نگارالسلطنه چندی پس از درگذشت صارم‌الدوله در ۱۲۷۸ هـ. ق، به ازدواج مصطفی‌قلی‌خان اعتمادالسلطنه قراگزلو سرابندی  درآمد. او در ۳۰ ربیع‌الثانی ۱۳۰۴ در همدان درگذشت. «مزار نگار خاتون» کنونی در همدان به عنوان مدفن او مشهور اوست. او جز یک دختر از همسر اول خود که با احمدخان سرتیپ پسر محمود خان ناصرالملک ازدواج کرد و نگارالسلطنه (دوم) لقب گرفت، فرزندی نداشت.